# Lashon hara

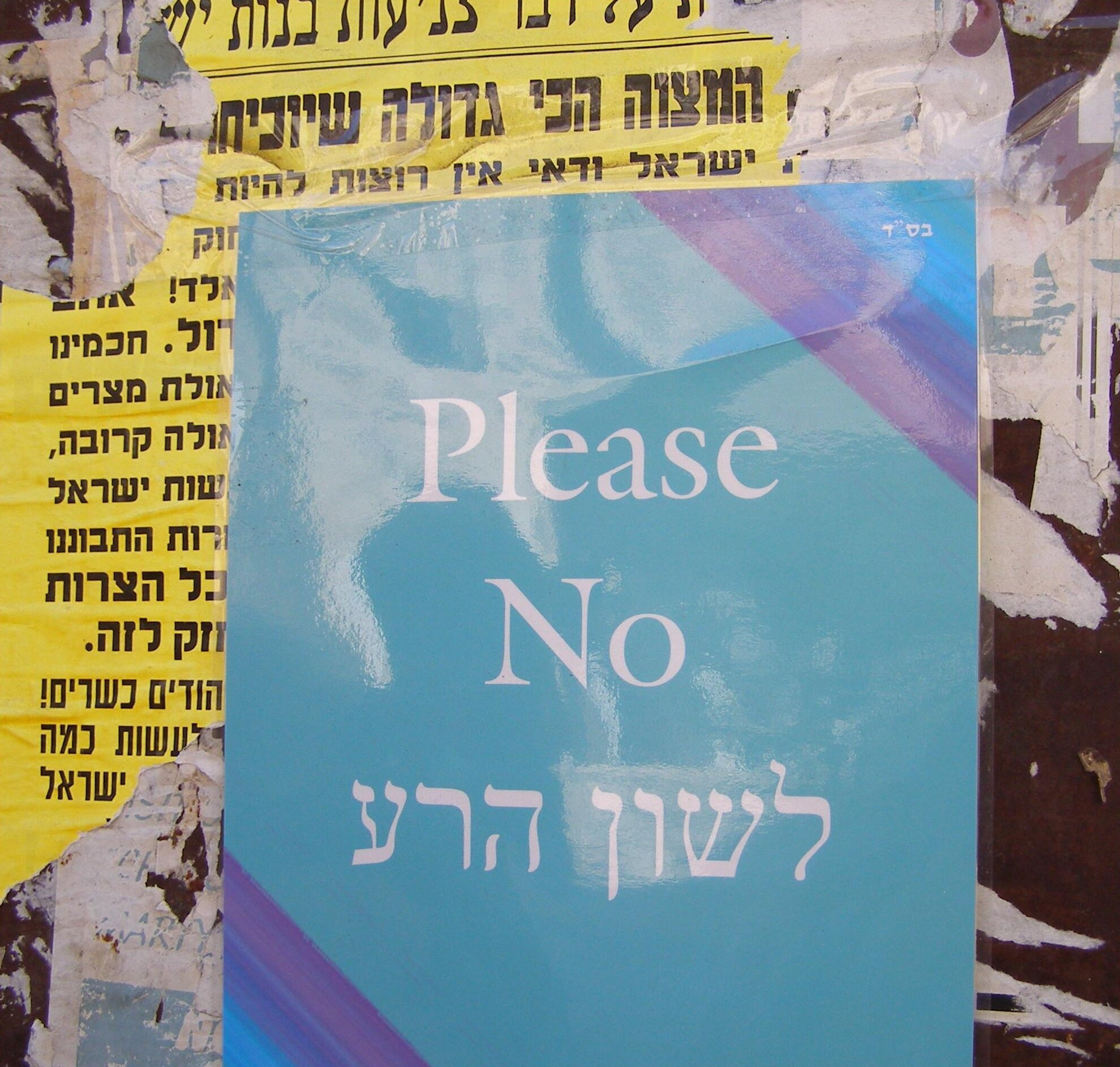
Por favor no (en inglés) Lashon hara (romanizado).

El término hebreo Lashon Hara (לשון הרע; "Lengua del mal, lengua para el mal") refiere al acto de hablar despectivamente de otra persona. Constituye un pecado dentro de la Ley judía.
Se considera que una expresión es lashon hara cuando las personas dan argumentos que son verdaderos, aunque desconocidos públicamente, y no se persigue intención de reparar una situación negativa. Constituye el mismo pecado independientemente del medio utilizado (comunicación cara a cara, reuniones, redes sociales, teléfono, o correo electrónico). Por otro lado, se llama Hotzaat shem ra al acto de difamar a otra persona utilizando mentiras, y consiste un pecado más grave que Lashon Hara.
Los chismes reciben el nombre de rechilut y están también prohibidos por la ley judía.